# Paramigas pectinatus
Paramigas pectinatus is een spinnensoort in de taxonomische indeling van de Migidae.
Het dier behoort tot het geslacht Paramigas. De wetenschappelijke naam van de soort werd voor het eerst geldig gepubliceerd in 2001 door C. E. Griswold & J. Ledford.